# Benjamin Paulin
Pour les articles homonymes, voir Paulin.
Benjamin Paulin, né en 1978 à Paris, est un rappeur et chanteur français. Il est le fils du designer Pierre Paulin.

## Biographie
Ayant débuté dans la musique à la fin des années 1990 au sein du groupe de rap français Puzzle sous le pseudonyme Le Vrai Ben, Benjamin Paulin publie en 2009 un premier album solo à la tonalité hip-hop, Suicide commercial. En 2009 également, il sort un featuring avec le rappeur Demi Portion, intitulé J'ai du mal à vivre.
En octobre 2010, il publie chez AZ un album aux sonorités plurielles teintées d'influences pop yéyé, rock, soul, rap français ou encore slam. Cet album, intitulé L'Homme moderne et élaboré notamment avec Logilo et Régis Ceccarelli, reçoit en France un accueil critique très favorable, comparant le chanteur à Jacques Dutronc ou encore à Serge Gainsbourg. En 2010, il collabore aussi avec le chanteur Laszlo Jones sur son titre Spinning Around, dans une deuxième version de la chanson avec des passages en français. En juin 2012, paraît son deuxième album solo, intitulé Deux.
Le troisième album, Meilleur espoir masculin, sort en 2016.

## Discographie

### Albums studio
- 2009 : Suicide commercial (sous le pseudonyme Le Vrai Ben)
- 2010 : L'Homme moderne
- 2012 : Deux
- 2016 : Meilleur Espoir Masculin

### Albums collaboratifs
- 1999 : Puzzle (avec Puzzle)
- 2006 : Viens m'chercher (avec Puzzle)
- 2011 : Spinning Around avec Laszlo Jones

## Clips
- 2005 : Trop vrai pour ça réalisé par Lorenzo et Bill Greg (avec Puzzle)
- 2006 : Animal de compagnie réalisé par Bill Greg (avec Puzzle)
- 2008 : La boucle est bouclée réalisé par Frédéric Vermeersch
- 2008 : 666 réalisé par Matthias Negrello
- 2010 : Dites le avec des flingues réalisé par Frédéric Vermeersch
- 2010 : L'Homme moderne réalisé par Frédéric Vermeersch
- 2010 : Nouveaux classiques avec Sylvain Souklaye réalisé par Frédéric Vermeersch
- 2010 : Notre futur n'a pas d'avenir réalisé par Matthias Negrello
- 2010 : J'ai marché dans l'amour réalisé par Grégory Ohrel et Lionel Hirle
- 2010 : Le Déserteur réalisé par Romain Deceuninck
- 2012 : Variations de noir avec Rossy de Palma, Hafsia Herzi, Zoé Félix, réalisé par Fernand Berenguer
- 2015 : Dansons sur le Titanic réalisé par Frédéric Vermeersch
- 2016 : Au sud de la banlieue nord réalisé par Frédéric Vermeersch